# コーディリア (架空の生物)
コーディリア (Cordelia) は、アメリカ合衆国のコミック『Angel:After the Fall』に登場する架空の生物。

## 特徴
翼竜。口から火を吐き、空を飛ぶ。
元々ドラゴンと呼ばれていたが、『Angel:After the Fall』中盤でエンジェルが口にした名前「コーディリア」を自分の名前と思いこみ、その後コーディリアと呼ばれるようになった。

## 経歴
元々はアメリカの法律事務所ウルフラム&ハートの殺し屋。テレビドラマ『エンジェル』の最終回『正義は消えず』のラストシーンでウルフラム&ハートに叛旗をひるがえしたエンジェルを暗殺するために地獄から送り込まれた。しかし、エンジェルがシニア・パートナーと和解したことをきっかけにエンジェルの部下になる。

## 関連する人物
エンジェル
ウルフラム&ハートのCEO